# Iancu Jianu haiducul
 Iancu Jianu haiducul este un film românesc de aventuri din 1981 regizat de Dinu Cocea. În rolurile principale joacă actorii Adrian Pintea, Stela Furcovici și Marioara Sterian.

## Rezumat
Alături de Mereanu, Jianu complotează la răsturnarea regimului fanariot. Salvat de ștreang de Tincuța, care-l ia de soț, și iertat, cum o cer obiceiul pământului și norodul, Iancu nu se poate readapta lumii boierești și se alătură cetei lui Tudor.

## Distribuție
- Adrian Pintea — haiducul Iancu Jianu, fost zapciu, căpetenia cetei de haiduci[3]
- Stela Furcovici — Ionica, herghelegioaică, iubita lui Iancu Jianu
- Marioara Sterian — Tincuța (Catinca), fiica ispravnicului Calafeteanu
- Mihai Mereuță — haiducul Mereanu
- George Constantin — banul Andronache, nașul lui Iancu Jianu
- Radu Beligan — boierul Samurcaș, care complotează împreună cu Tudor Vladimirescu
- Dan Nasta — Vodă Caragea, domnul Țării Românești
- Emanoil Petruț — slugerul Tudor Vladimirescu
- Dina Cocea — maica Glafira, mătușa Tincuței, stareța mănăstirii Nicomirov
- Geo Nune — zapciul Spiru Iamandi, căpitanul poterei de arnăuți
- Elena Sereda — hangița Dobrița
- Draga Olteanu-Matei — Luța, slujitoarea țigancă a Tincuței
- Jean Constantin — Corcodel, slujitorul țigan al Tincuței
- Constantin Guriță — boierul Izvoranu
- Alexandru Afrăsinei
- Ion Anghelescu-Moreni
- Niță Anastase-Fifi — haiducul Tite al Ghițulesei[4]
- Mircea Bogdan — boier jefuit de haiduci
- Cornel Coman — țăranul cu mustață groasă
- Carmen Maria Strujac — Domnița Ralu Caragea
- Adela Mărculescu — Doamna Țării Românești
- Cornel Gîrbea — Mandache, vătaful boierilor Calafeteanu
- Ileana Focșa
- Costache Diamandi — boier din Divanul Țării Românești
- Dorina Done — boieroaica cu cățelul
- Ion Punea
- Ion Hidișan
- Dumitru Dimitrie
- Constantin Zărnescu
- Ileana Zărnescu
- Nina Zăinescu
- Emilia Dumitrescu
- Angela Radoslavescu
- Renata Dăncescu
- Stelian Stancu
- Gheorghe Gentea
- Zephi Alșec
- Cristina Radu
- Ion Focșa
- Iancu Caracota
- Miron Murea
- Anton Adamescu
- Diana Zotescu
- Anca Pribu Onette
- Enikö Szilágyi — Stăncălia, slujnica de la han
- Valeriu Buciu
- Constantin Brânzea
- Petre Tanasievici
- Alexandru Virgil Platon — arnăut (nemenționat)
- Alexandru Lungu — țăranul fricos (nemenționat)

## Primire
Filmul a fost vizionat de 2.185.757 de spectatori în cinematografele din România, după cum atestă o situație a numărului de spectatori înregistrat de filmele românești de la data premierei și până la data de 31 decembrie 2014 alcătuită de Centrul Național al Cinematografiei.

## Galerie

### Locuri de filmare

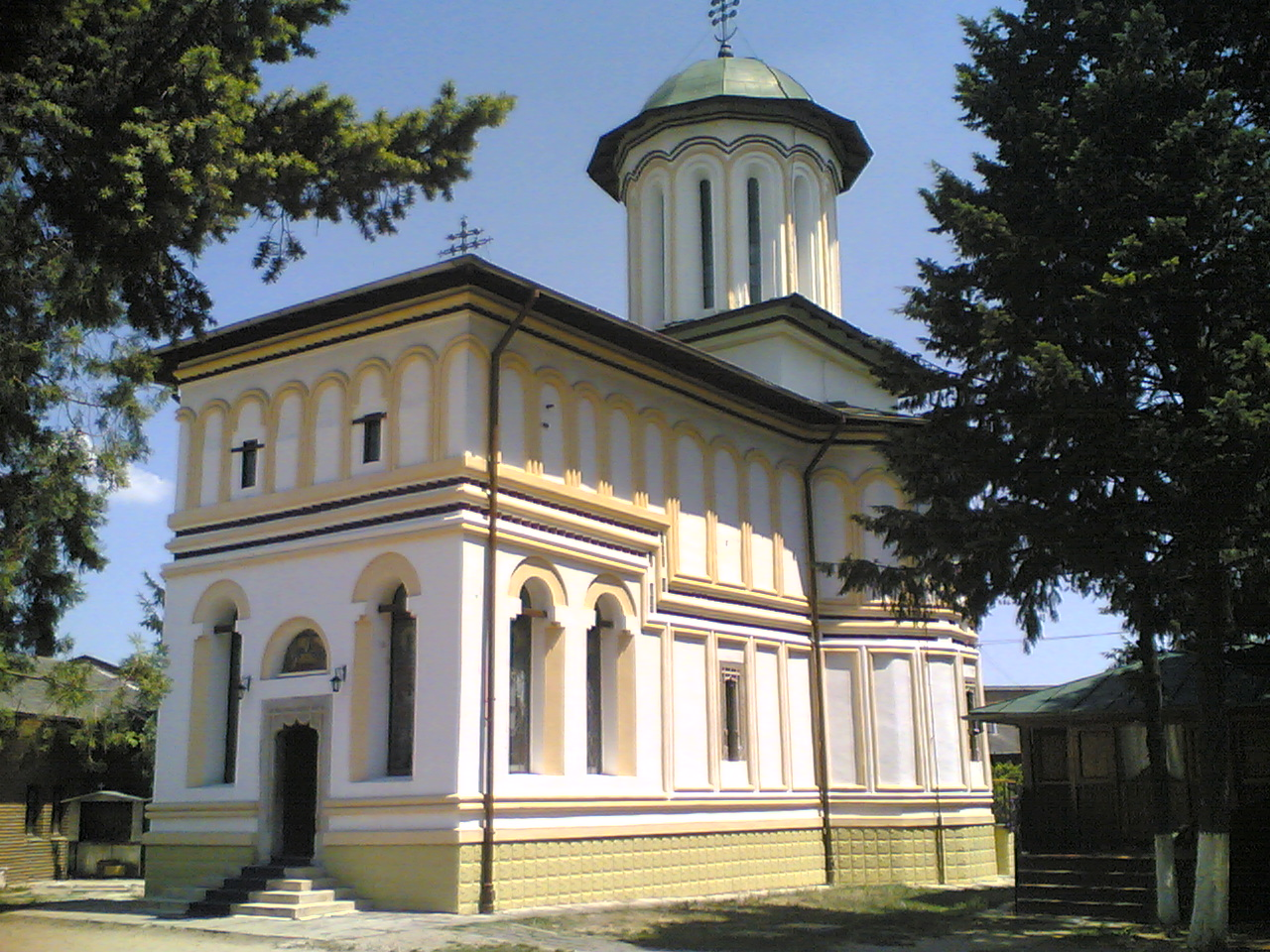
Biserica Mănăstirii Plumbuita